# Bystropogon maderensis
O Bystropogon maderensis,  comummente conhecido como quebra-panela (não confundir com a espécie Bystropogon punctatus, que consigo partilha este nome comum, nem com a Calluna vulgaris, que é comummente conhecida como quebra-panelas), é uma planta do género Bystropogon, pertencente à família das Lamiáceas e ao tipo fisionómico dos fanerófitos. 
Esta espécie endémica da ilha da Madeira e Canárias, contando com a denominação taxonómica Bystropogon maderensis Webb.

## Descrição
Apresenta-se como um arbusto ramoso pequeno, de até 1 metro de altura, perenifólio, com indumento geralmente denso de pêlos longos. Apresenta-se com folhas variáveis até 7,5 centímetros, geralmente ovadas a lanceoladas ou elípticas, crenadas ou crenado-serradas, algo coriáceas, pubescentes.
As flores são pequenas agrupadas em inflorescências axilares, cálice de 2 a 5,4 milímetros, pubescente, com os dentes triangulares-lanceolados; corola branca a purpúreo-violácea, até 6,5 milímetros.

## Distribuição
Trata-se de uma espécie endémica da ilha da Madeira, rara, que vive nas orlas e clareiras da floresta da Laurissilva do Til e outras zonas húmidas, principalmente no nordeste da ilha da Madeira.
Esta planta apresenta floração de Junho a Julho.